# Turniej o Srebrny Kask 2000
Turniej o Srebrny Kask 2000 – 35. edycja turnieju żużlowego, w którym mogli uczestniczyć zawodnicy do 21. roku życia. W finale rozegranym 6 września 2000 roku w Toruniu, który był również memoriałem polskiego żużlowca Kazimierza Araszewicza, który zginął tragicznie w 1976 roku wygrał Jarosław Hampel, który wygrał także bieg memoriałowy upamiętniający polskiego żużlowca Mariana Rosego, który zginął tragicznie w 1970 roku.

## Finał
- Toruń, 6 września 2000
- NCD: Rafał Kurmański – 62,96 w wyścigu 2
- Sędzia: Piotr Nowak

| Msc. | Zawodnik                | Klub         | Pkt  |             |  |
| ---- | ----------------------- | ------------ | ---- | ----------- |  |
| 1    | Jarosław Hampel         | Piła         | 15   | (3,3,3,3,3) |  |
| 2    | Mariusz Węgrzyk         | Wrocław      | 12+3 | (2,3,2,3,2) |  |
| 3    | Tomasz Chrzanowski      | Toruń        | 12+2 | (3,1,3,2,3) |  |
| 4    | Grzegorz Knapp          | Grudziądz    | 11   | (2,2,3,3,1) |  |
| 5    | Rafał Okoniewski        | Gorzów Wlkp. | 11   | (1,3,3,2,2) |  |
| 6    | Rafał Kurmański         | Zielona Góra | 9    | (3,w,2,2,2) |  |
| 7    | Tomasz Jędrzejak        | Częstochowa  | 9    | (2,3,2,1,1) |  |
| 8    | Krzysztof Cegielski     | Gdańsk       | 7    | (2,2,d,3,d) |  |
| 9    | Andrzej Zieja           | Wrocław      | 7    | (1,2,w,1,3) |  |
| 10   | Krzysztof Stojanowski   | Zielona Góra | 6    | (1,1,0,2,2) |  |
| 11   | Roman Chromik           | Rybnik       | 6    | (t,1,1,1,3) |  |
| 12   | Łukasz Jankowski        | Leszno       | 5    | (3,2,0,0,d) |  |
| 13   | Adam Czechowicz         | Opole        | 4    | (1,0,2,0,1) |  |
| 14   | Karol Malecha           | Ostrów Wlkp. | 2    | (0,1,1)     |  |
| 15   | Krzysztof Słaboń        | Bydgoszcz    | 1    | (d,0,1,0)   |  |
| 16   | Mariusz Fierlej         | Leszno       | 0    | (0,w)       |  |
|      | rez. Tomasz Łukaszewicz | Leszno       | 1    | (0,1,0,0)   |  |
|      | rez. Przemysław Kłos    | Toruń        | 3    | (2,0,1)     |  |
|      | Rafał Szombierski       | Rybnik       |      |             |  |
|      | Łukasz Stanisławski     | Bydgoszcz    |      |             |  |
|      | Tomasz Gapiński         | Piła         |      |             |  |

Bieg po biegu
1. [63,42] Hampel, Węgrzyk, Zieja, Łukaszewicz, Chromik (t)
2. [62,98] Kurmański, Cegielski, Okoniewski, Malecha
3. [62,98] Chrzanowski, Jędrzejak, Stojanowski, Fierlej
4. [63,90] Jankowski, Knapp, Czechowicz, Słaboń (d)
5. [63,09] Hampel, Knapp, Stojanowski, Kurmański (w)
6. [63,80] Jędrzejaki, Cegielski, Chromik, Słaboń
7. [64,08] Węgrzyk, Jankowski, Malecha, Fierlej (w)
8. [63,54] Okoniewski, Zieja, Chrzanowski, Czechowicz
9. [63,24] Hampel, Czechowicz, Kłos, Cegielski (d)
10. [64,24] Chrzanowski, Kurmański, Chromik, Jankowski
11. [63,91] Okoniewski, Węgrzyk, Słaboń, Stojanowski
12. [64,81] Knapp, Jędrzejak, Malecha, Zieja (w)
13. [64,27] Hampel, Chrzanowski, Łukaszewicz, Słaboń
14. [65,01] Knapp, Okoniewski, Chromik, Kłos
15. [64,73] Węgrzyk, Kurmański, Jędrzejak, Czechowicz
16. [65,21] Cegielski, Stojanowski, Zieja, Jankowski
17. [64,46] Hampel, Okoniewski, Jędrzejak, Jankowski (d)
18. [65,55] Chromik, Stojanowski, Czechowicz, Łukaszewicz
19. [64,95] Chrzanowski, Węgrzyk, Knapp, Cegielski (d)
20. [64,89] Zieja, Kurmański, Kłos, Łukaszewicz

### Bieg dodatkowy o 2. miejsce
1. [65,05] Węgrzyk, Chrzanowski

### Memoriał Mariana Rosego
1. [64,85] Hampel, Węgrzyk, Knapp, Chrzanowski